# O-19-Klasse
Die O-19-Klasse war eine U-Boot-Schiffsklasse der niederländischen Marine im Zweiten Weltkrieg. Die zwei Boote der Klasse waren wegen ihrer großen Reichweite für den Einsatz in den niederländischen Kolonien vorgesehen. Mit den O-19-Booten wurden erstmals Schnorchel zur Luftversorgung eingeführt.

## Bau und konstruktive Merkmale
Die beiden Boote wurden zwischen 1936 und 1939 auf der Wilton-Fijenoord-Werft in Rotterdam gebaut. Einige Quellen behaupten, dass die O-19-Klasse auf dem Entwurf der in den Niederlanden gebauten polnischen Orzeł-Klasse basierte.
O 19 und O 20 waren Zweihüllenboote mit einer klassischen Kombination aus zwei Sulzer-Dieselmotoren für die Marschfahrt über Wasser und zwei Elektromotoren für den getauchten Einsatz. Die Motoren trieben über zwei Wellen zwei Propeller an. Erstmals wurde das „getrimd diesel systeem“ eingesetzt, ein Schnorchelsystem zur Luftversorgung der Dieselmotoren im getauchten Zustand, so dass die Akkumulatoren auch unter Wasser aufgeladen werden konnten. Der Bootskörper war für Tauchtiefen von bis zu 100 m ausgelegt. Die Periskoptiefe betrug 15,5 m.
Die Rohrbewaffnung für den Einsatz über Wasser bestand aus einem 8,8-cm-Deckgeschütz, zwei 4,0-cm-Flugabwehrkanonen von Bofors in Einzelmontierung und einem schweren 12,7-mm-Maschinengewehr. O 19 war zusätzlich mit einer 2,0-cm-Oerlikon-Maschinenkanone bewaffnet. Des Weiteren war die Besatzung mit leichten Infanteriewaffen wie MG, Gewehren oder Pistolen ausgerüstet. Als Torpedobewaffnung wurden acht 53,3-cm-Torpedorohre eingebaut. Vier Rohre waren im Bug und vier im Heck montiert. Insgesamt wurden 14 Torpedos mitgeführt. Die Boote waren ebenfalls in der Lage, Seeminen zu legen. Beiderseits des Mittschiffs waren außerhalb des Druckkörpers jeweils zehn senkrechte Minenabwurfschächte mit je zwei Seeminen angeordnet, so dass zusammen 40 Seeminen mitgeführt werden konnten.
Die Akkumulatorenbatterie bestand aus 2 × 96 Zellen mit einer Kapazität von 6.000 Ah. Die Boote konnten damit, bei einer Geschwindigkeit von 8,5 kn (15,7 km/h), etwa 50 km unter Wasser operieren.
Die Boote konnten 8.500 l Trinkwasser, 12.300 l Waschwasser und insgesamt 2.900 l destilliertes Wasser mitführen. Der Dieselvorrat ermöglichte bei Überwasser-Marschfahrt eine Reichweite von 18.500 km. Die Größe der Boote übertraf die der frühen deutschen Typ-IX-Hochseeboote. Der große Vorrat an Brennstoff und Trinkwasser erlaubte Operationen in den niederländischen Überseegebieten in der Karibik und Ostindien.

## Boote der Klasse
- O 19
  - Bauwerft: Wilton-Fijenoord-Werft in Rotterdam
  - Kiellegung: 15. Juni 1936
  - Stapellauf: 22. September 1938
  - Indienststellung: 3. Juli 1939
  - Einsatz und Verbleib: Zum Zeitpunkt des deutschen Überfalls auf die Niederlande 1940 befand sich das Boot in Niederländisch-Indien. Es nahm auf alliierter Seite am Pazifikkrieg teil und versenkte mehrere japanische Einheiten. Am 8. Juli 1945 lief das Boot auf ein Riff im Südchinesischen Meer und wurde aufgegeben.

- O 20
  - Bauwerft: Wilton-Fijenoord-Werft in Rotterdam
  - Kiellegung: 15. Juni 1936
  - Stapellauf: 31. Januar 1939
  - Indienststellung: 28. August 1939
  - Einsatz und Verbleib: Einsatz im Pazifik. Das Boot wurde nach Beschädigungen am 19. Dezember 1941 vor Kota Bharu aufgegeben.